# Nikolaj Ostrovski

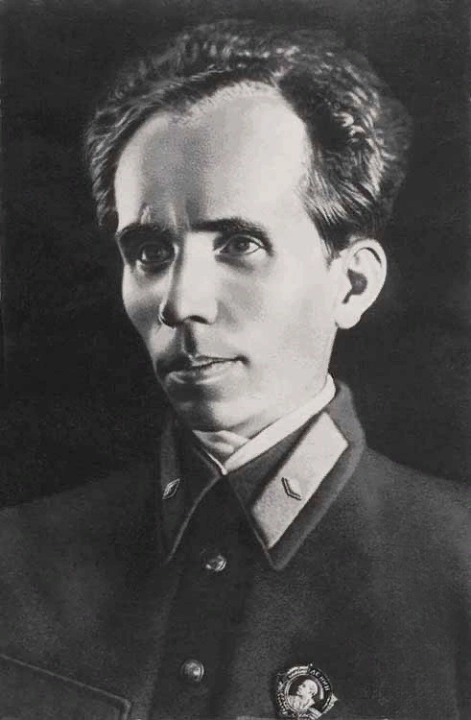
Nikolaj Ostrovski

Nikolaj Aleksejevitsj Ostrovski (Russisch: Николай Алексеевич Островский, Oekraïens: Микола Олексійович Островський, Mykola Olexijovytsj Ostrovskyj) (Oblast Rivne, Oekraïne, 29 september 1904 – Moskou, 22 december 1936) was een Russisch (Oekraïens) schrijver.

## Leven en werk
Ostrovski was de zoon van een spoorwegarbeider. Tijdens de Russische Burgeroorlog raakte hij zwaargewond, waardoor hij mettertijd steeds slechter ging zien. Nadat hij in 1930 volledig blind was geworden, dicteerde hij vanaf zijn ziekbed de sterk autobiografische sociaal-realistische ontwikkelingsroman Hoe het staal gehard werd (1932-1934), welk boek een van de grootste klassiekers werd in de Sovjetliteratuur en een schoolvoorbeeld van het socialistisch realisme. De roman verhaalt chronologisch van de Oekraïense Pavka, die onder invloed van de gebeurtenissen uitgroeit tot een echte Bolsjewiek, een enthousiaste Komsomoller die ondanks invaliditeit toch meewerkt aan de opbouw van het land. De roman is qua taal en stijl niet sterk en bovendien erg schematisch gecomponeerd (met name in het neerzetten van Bolsjewieken versus niet-Bolsjewieken); juist daarom gold het decennialang als een voorbeeldroman voor de jeugd, niet alleen in Rusland maar na de Tweede Wereldoorlog ook in de overige Oostbloklanden, waar (nog steeds) menig straat en plein naar Ostrovski is vernoemd. Het boek is door miljoenen gelezen en geldt daarmee als een van de meestgelezen werken uit de twintigste eeuw.
De onvoltooid gebleven tweede roman van Ostrovski, In de storm geboren uit 1936, mag literair gezien als mislukt worden beschouwd.